# گلیز ۷۱۰
گلیز ۷۱۰ یک ستاره است که در صورت فلکی مار قرار دارد.
طبق آخرین بررسی‌ها مشخص شد که این ستاره ۱٫۲۵۱ میلیون سال دیگر از نزدیکی ستارهٔ خورشید می‌گذرد. برآورد می‌شود که این ستاره تا ۱۴٬۰۰۰ واحد نجومی به خورشید نزدیک شود. تحلیل‌ها نشان داده‌است که در اثر گذر این ستاره از کنار خورشید، تعداد بسیار زیادی از اجسام و دنباله‌دارهای موجود در ابر اورت به بخش درونی منظومهٔ خورشیدی هدایت خواهند شد و در روی زمین شاهد ۱۰ دنباله‌دار قابل مشاهده با چشم در هر سال خواهیم بود.